# 苍头鹀
苍头鹀（学名：Emberiza cineracea）一种雀形目鸟类，隶属于鹀科鹀属。由德国鸟类学家克里斯蒂安·路德维希·布雷姆于1855年首次描述发表。

## 分布
苍头鹀在土耳其南部和伊朗南部繁殖，并在非洲东北部和也门的红海附近过冬。少数孤立的种群在欧洲边缘的爱琴海诸岛上生活。

## 栖息地
苍头鹀在干燥的石质山坡上繁殖。